# Norbert Hofer

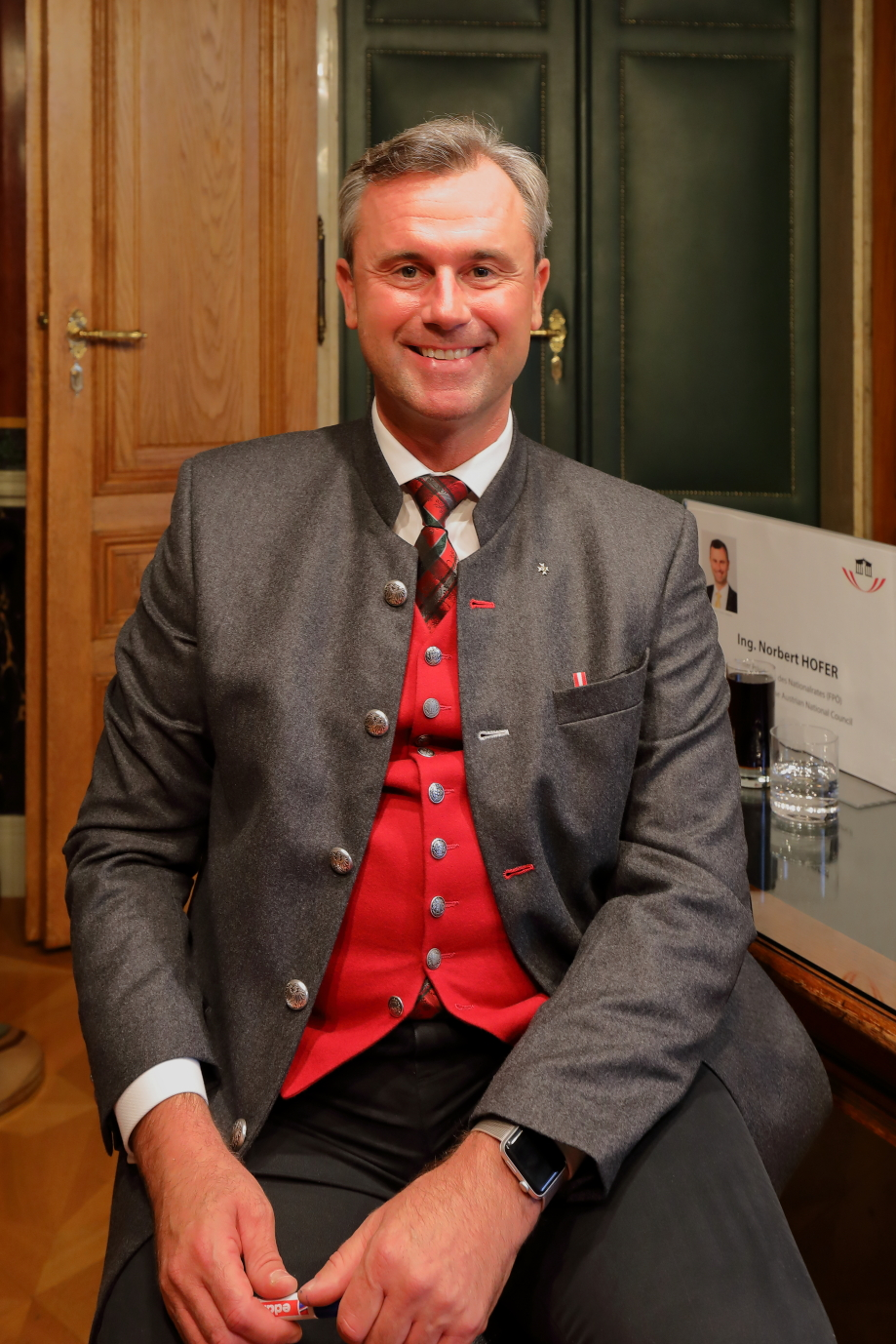
Norbert Hofer v roce 2016

Norbert Hofer (* 2. března 1971 Vorau) je rakouský politik, člen Svobodné strany Rakouska (FPÖ), od září 2019 její předseda. Od října 2013 do prosince 2017 byl třetím ze tří předsedů rakouské Národní rady. V roce 2016 neúspěšně kandidoval na post rakouského spolkového prezidenta. Mezi lety 2017–2019 byl spolkovým ministrem pro dopravu, inovace a technologie ve vládě Sebastiana Kurze.

## Biografie
Narodil se roku 1971 v rakouském Štýrsku, avšak vyrůstal v Pinkafeldu ve spolkové zemi Burgenland. Poté studoval v letech 1985–1990 na Spolkové vyšší technické škole v Eisenstadtu (Höhere Technische Bundeslehranstalt für Flugtechnik, HTBLA Eisenstadt), kterou absolvoval s vyznamenáním. Poté pracoval v letech 1991–1994 jako systémový inženýr v letecké společnosti Lauda Air Engineering.
Roku 2003 měl při paraglidingu vážnou nehodu, při níž utrpěl ztrátu hybnosti a nyní chodí o holi. Je otcem čtyř dětí, z toho tři má z předchozího manželství.

### Kandidatura na prezidenta (2016)
V dubnu 2016 nastoupil jako kandidát Svobodné strany Rakouska (Freiheitliche Partei Österreichs, FPÖ) do voleb rakouského prezidenta. V prvním kole voleb získal 35 % hlasů, což byla nejvyšší podpora ze všech kandidátů. Ve druhém kole, konaném dne 23. května, skončil se ziskem 49,7 % hlasů o pouhých 31 tisíc hlasů na druhém místě za předběžným vítězem voleb, Alexanderem Van der Bellenem. 1. července 2016 však rakouský Ústavní soud výsledek druhého kola na návrh Svobodné strany kvůli vážným přestupkům proti pravidlům zrušil. Volba se dvěma stejnými kandidáty se měla opakovat 2. října 2016, nicméně k opakované volbě došlo až 4. prosince 2016. V té podlehl protikandidátovi, Alexanderu Van der Bellenovi se ziskem 48,3 % hlasů. Jako člen předsednictva rakouské Národní rady byl Hofer do ledna 2017, kdy se Bellen ujal funkce, jedním ze tří členů grémia, který tento úřad dočasně vykonával.

## Politické postoje
Hofer vyjádřil porozumění pro hnutí Pegida a motivaci jeho příznivců. Hnutí považuje za „obrannou reakci“. Islám podle něj „bude v příštích desetiletích hrát stále větší roli,“ avšak evropská kultura je podle jeho názoru „založena na křesťanských a židovských hodnotách“.
O Benešových dekretech v září roku 2016 prohlásil, že představují bezpráví. Ostře vystupuje proti imigraci a islamizaci Evropy. Prohlásil, že „nechce, aby se Rakousko stalo muslimskou zemí“, nebo že „islám není součástí Rakouska“. Vyjadřuje také sympatie k Rusku a je pro zrušení evropských sankcí proti Rusku.